# Ulf Magnussen
Ulf Magnussen, norveški rokometaš, * 18. november 1946, Oslo.
Leta 1972 je na poletnih olimpijskih igrah v Münchnu v sestavi norveške rokometne reprezentance osvojil deveto mesto.